# Lucio Silla (KV 135)
Lucio Silla (KV 135) – opera Wolfganga Amadeusa Mozarta w 3 aktach do libretta Giovanniego de Gamerra ze zmianami Pietra Metastasia.
Dzieło powstawało między październikiem a grudniem 1772 roku w Salzburgu i Mediolanie. Premiera miała miejsce 26 grudnia 1772 w mediolańskim Teatro Regio Ducal.
Operę Lucio Silla zamówił hrabia Karl Joseph Firmian (dla arcyksięcia Ferdynanda Habsburga) natychmiast po sukcesie  Mitrydatesa.
 Premiera skończyła się niepowodzeniem, ze względu na trzygodzinne opóźnienie spektaklu (arcyksiążę musiał napisać kartki świąteczne...), tremę śpiewaków a szczególnie bardzo słaby występ odtwórcy roli Lucio Silla (Bassano Morgoni), zastępującego chorego pierwszego tenora.
Następne spektakle (25) przyniosły jednak Mozartowi duży sukces.
Opera pochodzi z jednego z najbardziej niezwykłych okresów w twórczości Mozarta, kiedy jego kompozycje osiągnęły niespotykaną wcześniej głębię i nutę tragizmu. Wyrazem tego są pochodzące z tego samego roku symfonie: KV 128, 129, 130, 132 czy 134. 
Lucio Silla był ostatnim dziełem scenicznym skomponowanym przez Mozarta dla włoskiego teatru.

## Osoby
- Lucio Silla, (Lucius Cornelius Sulla) dyktator rzymski (tenor)
- Cecylio, wygnany rzymski senator (sopran)
- Giunia, narzeczona Cecylio (sopran)
- Lucio Cinna, przyjaciel Cecylio (sopran)
- Celia, siostra Lucio Silla (sopran)
- Aufidio, trybun, przyjaciel Lucio Silla (tenor)
- chór (niewolnicy, Rzymianie)

Akcja toczy się w starożytnym Rzymie za panowania dyktatora Luciusa Corneliussa Sulli.

### Literatura
Tysiąc i jedna opera, Piotr Kamiński, PWM Kraków, 2008